# Class Clown Spots a UFO
| Recensione     | Giudizio |
| -------------- | -------- |
| Piero Scaruffi | [ 1 ]    |
| All Music      |          |
| Ondarock       |          |
| Pitchfork      |          |
| Metacritic     |          |

Class Clown Spots a UFO è il 18° album in studio del gruppo musicale statunitense Guided by Voices, il secondo album nel solo 2012. Esordì alla posizione n. 12 della classifica Top Heatseekers albums chart di Billboard. Il brano "Class Clown Spots a UFO" che dà il titolo all'album risale a molti anni prima e subì varie modifiche nel tempo; la prima versione, intitolata "Crocker’s Favorite Song" venne scritta da Robert Pollard alla fine degli anni ottanta; ne seguì un'altra che venne scartata all'epoca della pubblicazione dell'album Bee Thousand nel 1994; altre versioni comparvero con il nuovo titolo in tre raccolte del gruppo; quando il gruppo si riformò nel 2010 con gli stessi membri della formazione degli anni novanta, venne registrata una nuova versione della canzone che venne pubblicata anche come singolo prima della pubblicazione dell'album.

## Tracce
Lato A
Testi e musiche di Robert Pollard, ove non diversamente indicato.
1. He Rises! Our Union Bellboy – 3:02
2. Blue Babbleships Bay – 1:18
3. Forever Until It Breaks – 3:16 (Tobin Sprout)
4. Class Clown Spots a Ufo – 3:17
5. Chain to the Moon – 0:59 (Greg Demos, Pollard)
6. Hang Up and Try Again – 2:15
7. Keep It in Motion – 2:07
8. Tyson's High School – 2:35 (Mitch Mitchell, Pollard)
9. They and Them – 1:09 (Tobin Sprout)
10. Fighter Pilot – 1:00 (Tobin Sprout)

Lato B
Testi e musiche di Robert Pollard, ove non diversamente indicato.
1. Roll of the Dice, Kick in the Head – 0:46
2. Billy Wire – 2:04
3. Worm with 7 Broken Hearts – 0:50
4. Starfire – 1:26 (Tobin Sprout)
5. Jon the Croc – 2:32
6. Fly Baby – 1:42 (Demos, Pollard)
7. All of This Will Go – 1:46 (Sprout)
8. The Opposite Continues – 1:37
9. Be Impeccable – 2:56
10. Lost in Spaces – 0:51 (Tobin Sprout)
11. No Transmission – 2:18